# Lendou
De Lendou is een rivier in het zuiden van Frankrijk.

## Geografie
De bron bevindt zich in het departement Lot tussen Pern en Labastide-Marnhac en mondt uit in de rivier Barguelonnette in Saint-Amans-de-Pellagal.

## Hydrologie
Er is een sterk debiet door de grootte van de vallei en de talrijke zijrivieren vooral van de Verdanson.
De rivier is ook bekend van de zware stortvloed van 1996.
De landbouw gebruikt het water van de rivier ook voor bevloeiing met tekorten in de zomer tot gevolg.

## Departementen en belangrijkste steden stroomafwaarts
- Lot (46): Cézac , Saint-Laurent-Lolmie
- Tarn-et-Garonne (82): Lauzerte , Saint-Amans-de-Pellagal

## Belangrijkste zijrivieren
- De Cézac : 4.5 km
- De Ramat : 5.3 km
- De Verdanson : 14 km